# Харт, Энджи
Энджи Харт (англ. Angie Hart) — австралийская певица, основатель и лидер группы Frente! и вокалистка дуэта Splendid.

## Биография
Энджела Рут Харт родилась 8 марта 1972 года в Аделаиде (Южная Австралия).
Старшая сестра Энджи — Ребекка — также музыкант.
Энджи Харт начала свою музыкальную карьеру с 17 лет.
Гитарист Остин собирал новую группу и искал вокалистку, Ребекка предложила кандидатуру Энджи.
Также в состав Frente! входили Тим О’Коннор и Марк Пиктон.

## Frente!
В 1996 году Frente! отправились в мировой тур в поддержку альбома Shape, тур начинался с выступлений по Австралии.
В январе 1997 года группа выступила на ежегодном музыкальном фестивале Big Day Out, после этого члены группы расстались, объяснив разрыв сильной усталостью.
Энджи Харт покинула Австралию и уехала в США, где прожила следующие восемь лет.

## Splendid
В августе 1996 года во время концертного тура Аланис Мориссетт в Канаде Энджи Харт познакомилась с гитаристом Джессом Тобиасом.
22 марта 1997 года Харт вышла за него замуж, семья поселилась в Лос-Анджелесе.
Энджи сотрудничала с местными музыкантами.
С 1998 по 2004 год Энджи Харт и Тобиас выступали вместе как дуэт Splendid.

## Сотрудничество с Джоссом Уидоном
В 2002 году Харт записала песню «Blue» и исполнила её для серии «Conversations with Dead People» в телесериале «Баффи — истребительница вампиров».
Песня была написана совместно с автором телесериала Джоссом Уидоном.
В качестве участницы дуэта Splendid Харт дважды появилась в кадре в телесериале — во время исполнения своих песен «Charge» и «You and me».
Композиция Splendid «Tomorrow We’ll Wake» также прозвучала в телесериале в качестве фоновой музыки.